# Wytwórnia Sprzętu Elektroenergetycznego Aktywizacja w Krakowie
Wytwórnia Sprzętu Elektroenergetycznego AKTYWIZACJA w Krakowie – wytwórnia sprzętu ochronnego dla energetyki. Działa od 1958 roku.

## Historia
Spółdzielnia pracy „Aktywizacja” powstała w marcu 1958 roku z komórki produkcji ubocznej Zjednoczenia Przemysłowego Budowy Huty im. Lenina. Początkowo mieściła się w baraku na terenie Huty im. Lenina. W październiku 1958 roku została przeniesiona do lokalu w bloku nr 3 na osiedlu C1 (os. Teatralne). Pierwszym prezesem był Stanisław Matłosz. Po powstaniu była jedynym w Polsce producentem wskaźników neonowych szynowych i drążkowych, które wcześniej były sprowadzane z Holandii i RFN. Spółdzielnia produkująca sprzęt izolacyjny ochronny wysokiego napięcia została włączona trzy lata po powstaniu do Związku Spółdzielni Sprzętu Medycznego i Laboratoryjnego ponieważ wytwarzała również sprzęt stomatologiczny i mieszadła laboratoryjne. Od 1968 roku planowano budowę własnej siedziby. Spółdzielnia otrzymała działkę w Mistrzejowicach, jednak po przygotowaniu dokumentacji, przeprowadzeniu badan geologicznych Związek Spółdzielni Sprzętu Medycznego i Laboratoryjnego w Warszawie przekazał decyzję, że budowa zakładu nie została umieszczona w planie na lata 1975-1980. W 1988 roku podczas obchodów 30-lecia istnienia Wytwórnia otrzymała sztandar.
Siedziba firmy mieści się przy ulicy Stadionowej. W 2014 roku firma zbudowała obok dotychczasowego budynku kompleks biurowo-laboratoryjno-magazynowy. W 2016 roku zatrudniała 36 osób.

## Nagrody
- 2021: Statuetka „Złotego Lwa” Fundacji im. Kazimierza Szpotańskiego za Teleskopowy drążek izolacyjny o podwyższonych parametrach mechanicznych TDI-M-B w konkursie targowym 34. Międzynarodowych Energetycznych Targów Bielskich ENERGETAB 2021[9][10].
- 2020: Statuetka „Złoty Volt” Polskiej Izby Gospodarczej Elektrotechniki za  akustyczno-optyczny wskaźnik napięcia AOWN-6[11].
- 2016: Małopolska Nagroda Gospodarcza[7]

## Prezesi
- Stanisław Matłosz[2]
- 1969-1974[12] Kazimierz Nowak[13]
- Janusz Dudek[14]
- Ryszard Pęcikiewicz[8]
- Janusz Szajta[15]